# Солна киселина
Солната киселина (HCl) не е самостоятелно химично съединение. Тя е воден разтвор на хлороводород. Поради тази причина физичните свойства на киселината се определят с изменение на количеството на съдържащия се в разтвора хлороводород.
Наситеният разтвор на хлороводород съдържа около 43% HCl. Техническата солна киселина, която се използва в практиката е 37%. Това е силно корозивна киселина и при работа с нея трябва да се използва стъклено или пластмасово оборудване, или никел-молибденови стомани. Солната киселина притежава силно разяждащо действие и е опасна при работа. С металите образува соли, наречени хлориди.
В природата се среща във вулканичните газове. Участва в състава на стомашните сокове на бозайниците.

## Получаване
През средновековието е получавана от алхимици при нагряване на железен сулфат (зелен камък) и готварска сол. По-късно на Йохан Глаубер се удало получаването ѝ от готварска сол и сярна киселина (това е и съвременен лабораторен метод):
{\displaystyle \mathrm {NaCl+H_{2}SO_{4}\rightarrow NaHSO_{4}+HCl\uparrow } }
Днес промишлено солна киселина се получава при реакцията на водород с хлор:
{\displaystyle \mathrm {H_{2}+Cl_{2}\rightarrow 2HCl} },
след което хлороводородът се разтваря във вода. Интересен факт е, че голяма част (над 90% в САЩ) от произвежданата в индустрията киселина се получава като отпаден продукт от други химически производства (хлориране на органични съединения). Алтернативен метод е реакцията на готварска сол със серен диоксид:
{\displaystyle \mathrm {4NaCl+2SO_{2}+O_{2}+2H_{2}O\rightarrow 2Na_{2}SO_{4}+4HCl} }
В страните със силно развит органичен синтез хлороводородът се получава като страничен продукт от горенето на хлорирани въглеводороди:
{\displaystyle {\ce {C2H5Cl + 3O2 ->[T] 2CO2 + 2H2O + HCl + Q}}}

## Физични свойства
Солната киселина е безцветна течност, като физичните ѝ свойства зависят от концентрацията на хлороводород в нея. Жълтият цвят на солната киселина се дължи на разтворени в нея примеси.

## Химични свойства
Хлороводородът се разтваря много добре във вода, около 500 обема в един обем вода. Наситеният воден разтвор при 20 °C съдържа 42,02 масови процента HCl. Водният разтвор има азеотроп при 20,2 масови процента HCl (Тац=108,58 °C, при 1 atm). Разредената солна киселина може да се концентрира само до азеотропния състав. С водата се образуват няколко хидрата при ниски температури (HCl•xH2O) – HCl•H2O, HCl•2H2O, HC•3H2O, HCl•6H2O. В структурата на останалите хидрати са открити хидроксониеви йони – [H3O]+Cl-, [H5O2]+Cl-, [H7O3]+Cl-. „Чупките“ в солидус-линията по-долу отговарят на различните хидрати.
Като силна киселина, солната киселина е на практика напълно дисоциирана във воден разтвор, с изключение на най-високите концентрации.
Нейните соли са наречени хлориди.

### Химични взаимодействия
Солната киселина е силна киселина, която участва в множество реакции.

#### Взаимодействие с активни метали
Солната киселина не съдържа кислород, поради което не взаимодейства с метали, разположени след водорода в реда на относителната активност на металите (РОАМ).
Тя реагира с метали по схемата „солна киселина + метал → хлорид + водород“:
{\displaystyle {\ce {2HCl + Zn -> ZnCl2 + H2 ^}}}

#### Взаимодействие с основни оксиди
{\displaystyle {\ce {2HCl + CuO -> CuCl2 + H2O}}}

#### Взаимодействие със соли
{\displaystyle {\ce {AgNO3 + HCl-> AgCl v + HNO3}}}
Солта, образувана със сребърния нитрат, е бяла утайка. Получената смес е опасна поради наличието на азотна киселина (HNO3).
Взаимодействието на солната киселина със сребърни соли е качествена реакция за нейното доказване, както и това на хлоридите, поради падането на бяла, фоточувствителна утайка от сребърен хлорид.
Солната киселина реагира със силни окислители (перманганати, хипохлорити, хлорати, манганов диоксид и др.), при което се получава хлор. Затова препарати за почистване, съдържащи солна киселина, и препарати на базата на хипохлорити (белина, хлорна вар и др.) не трябва да се смесват.
Сместа на солна киселина с азотна киселина се нарича „царска вода“ и разтваря дори злато:
{\displaystyle \mathrm {HNO_{3}+3HCl\leftrightarrow NOCl+2Cl+2H_{2}O} }

## Употреба
В индустрията се използва в големи количества за ецване (разтваряне на оксидната покривка или ръжда на желязото). Служи за подкисляване на електролита при хлоралкалната електролиза. Използва се за получаване на хлор, хлорирани органични съединения (PVC), хлориди на различни елементи като Ge, Sn, V, Mn, Ta, W и други вещества като Al2O3, TiO2, HClO4, глюкоза, нишесте и други. Приложима е в нефтодобивната (разтваряне на варовик), хранително-вкусовата (Е507) и др. промишлености. Някои лекарства се приемат под формата на водоразтворими соли (хидрохлориди-мофринов хидрохлорид). Има приложение в дъбенето на кожи, пречистването на SiO2 и други материали за керамиката, рафиниране на мас, восък, производството на изкуствени прежди, анилин, анилинови багрила, желатин.
В лабораторната практика е един от най-често използваните реактиви, за титруване в количествения анализ, подкисляване, разтваряне на проби, утаяване в качествения анализ.
В бита се използва под формата на различни препарати (кислол – да не се бърка с белина) за почистване, разтваряне на котлен камък и цимент.